# 大矢知氏
大矢知氏（おおやちし）は、日本の稀少苗字。三重県四日市市大矢知地区をルーツとする。北勢四十八家の1つで大矢知城主。守護被官の一人。伊勢国朝明郡大矢知村が起源（ルーツ）である。清和天皇の子孫で源姓を賜った氏とされ（清和源氏）、他説では伊勢平氏の流れをくむ富田信士平家資から続く富田家の総本家ともいうべき家柄の氏とされる南部氏族。三重県四日市市に多数存在する名字である。

## 歴史
- 大矢知氏は伊勢国の小守護代であった。文明十六年（1484年）伊勢国の守護であった一色義春の死によって一色氏は伊勢守護職を失い、大矢知氏も小守護の座を失う。大矢知城址は、四日市市大矢知町字大城であったが配水場建設に伴い消滅した。『大矢知氏』は伊勢国の守護被官の一人であった。大矢知家の当主は大矢知遠江守。織田信長の伊勢平定後は柴田勝家の家臣となる。大矢知姓の全国順位は15675位。日本国内の人数は約400人と推定される。三重県の苗字の順位では1221位。三重県内の人数は約200人と推定される。四日市市内では大矢知苗字の住民が大矢知地区より分離され八郷地区に編入された山分地域に多く居住している。